# Horick
Horick is een buurtschap in de gemeente Nederweert in de Nederlandse provincie Limburg. De buurtschap is gelegen aan de straat Horick, die één kilometer ten noorden van het kerkdorp Ospel loopt.
Vanuit de buurtschap Horick ontstond de familienaam Horix. Een bekende drager van deze naam was Johann Baptist Horix (1730-1792). Hij was rector van de Johannes Gutenberg Universiteit in Mainz en als freiherr lid van de Duitse adel.
Bij een volkstelling in november 1849 bleek Horick te bestaan uit 29 huizen. Er woonden toen in totaal 160 inwoners. Eén eeuw later, in 1947, werden er 243 inwoners geteld in de buurtschap.
Het wegkruis op de hoek van de Neulensteeg met Horick werd geplaatst op 23 augustus 1959. De plaatsing was mogelijk gemaakt door een financiële bijdrage van de parochie Onze Lieve Vrouw Onbevlekt Ontvangen te Ospel en met name van de buurtschappen Nieuwstraat, Kuilstraat, Neulensteeg en Horick.
Dorpen: Budschop · Leveroy · Nederweert · Nederweert-Eind · Ospel · Ospeldijk

Buurtschappen en gehuchten: Boeket · Bosserstraat · De Nieuwe Hoeven · Horick · Horickheide · Hulsen · Klaarstraat · Kreijel · Mildert · Nieuw- en Winnerstraat · Roeven · Schoor · Strateris · Waatskamp

Limburg: Steden en dorpen      Nederland: Provincies · Gemeenten